# スナユラン県

スナユラン県
Sønderjyllands Amt

スナユラン県（スナユランけん デンマーク語: Sønderjyllands Amt）は、かつて存在したデンマークの地方行政区画（県）。デンマーク南部、ユトランド半島中部に位置し、領域は半島を横断している。アルス島も含まれる。南はドイツのシュレースヴィヒ＝ホルシュタイン州に接している。行政府所在地は東部にあるオベンロー。地方行政区画再編により、2006年12月31日をもって廃止され、翌2007年1月1日より、南デンマーク地域に組み入れられた。かつてドイツ第二帝国最北の地域であった。